# Playlist: The Very Best of Destiny's Child
Playlist: The Very Best of Destiny's Child é o terceiro álbum de compilação do girl group americano Destiny's Child. Foi lançado em 9 de outubro de 2012 através da Columbia Records, combinando com o décimo quinto aniversário do grupo. A compilação continha quatorze músicas do repertório do grupo que consistem em quatro álbuns de estúdio.
Após a sua divulgação, as críticas positivas recebidas dos críticos que elogiaram sua lista de faixas com as músicas mais populares da banda; No entanto, alguns deles notaram a falta de material novo como desvantagem. Alcançado os números 77 e 17 no Billboard 200 e Top R&B/Hip-Hop Albums da revista, respectivamente, tornando-se o lançamento mais alto da série Playlist, lançados pela Legacy Recordings.

## Antecedentes e lançamento
Em 7 de julho de 2012, Mathew Knowles, empresário do grupo, revelou que as Destiny's Child se reuniria após um hiato de sete anos dizendo: "Ainda temos empreendimentos conjuntos com a Sony, e em novembro estamos colocando para fora dois discos no catálogo do Destiny's Child, como novos materiais". Durante a entrevista, ele também mencionou planos para uma possível nova turnê. Mais tarde, foi confirmado através de um comunicado a imprensa da Music World Entertainment, Columbia Records e Legacy Recordings, em 19 de setembro de 2012, que o álbum seria um álbum de grandes êxitos intitulado Playlist: The Very Best of Destiny's Child e que seria lançado em 9 de outubro de 2012, para marcar o décimo quinto aniversário do grupo desde a sua formação.
O álbum contém quatorze músicas dos quatro álbuns de estúdio Destiny's Child (1998), The Writing's on the Wall (1999), Survivor (2001) e Destiny Fulfilled (2004). As integrantes do grupo Beyoncé, Kelly e Michelle atuaram como produtoras do Playlist: The Very Best of Destiny's Child, juntamente com Mathew.

## Recepção da crítica
| Críticas profissionais | Críticas profissionais |
| Avaliações da crítica  | Avaliações da crítica  |
| Fonte                  | Avaliação              |
| ---------------------- | ---------------------- |
| AllMusic               | [ 5 ]                  |

Stephen Thomas Erlewine do site AllMusic, elogiou Playlist: The Very Best of Destiny's Child, juntamente com a sua outra grande compilação de hits #1's por suas "excelentes visões gerais do maior e melhor grupo de R&B feminino de todos os tempos". Ele também notou semelhanças em seu conteúdo, pois compartilhavam doze músicas nas suas respectivas listas de faixas. James Robertson, da revista Daily Mirror, descreveu o álbum como "incrível" e acrescentou que "ao contrário de outros álbuns que reciclam boas músicas para enviar alguns de seus novos materiais, esse é realmente incrível". O escritor Jeremy D. Larson do Consequence of Sound, descreveu a compilação como "pesada". Chris Martins do Spin, sentiu que o álbum "sem grandes surpresas" devido à falta de material inédito do grupo. Gerrick D. Kennedy escreveu para o Los Angeles Times, que "infelizmente, [o álbum] não apresentará nenhum presente que um fã atrevido do grupo pop-R&B, já não possuísse", observando ainda que isso abrangeu "em grande parte o mesmo chão" como #1's.

## Performance comercial
Na lista de álbuns Billboard 200 nos Estados Unidos, Playlist: The Very Best of Destiny's Child estreou e atingiu o pico no número 77 na edição do gráfico datada de 8 de dezembro de 2012. O álbum também passou uma semana adicional no gráfico. O álbum se saiu melhor no Top R&B/Hip-Hop Albums, onde atingiu o pico no número 17 e traçou um total de nove semanas. Em novembro de 2012, a revista Billboard revelou que Playlist - The Very Best of Destiny's Child era o álbum de maior ranking na série Playlist Legacy Recording. Após o desempenho do Reencontro das Destiny's Child, no show de meio período do Super Bowl XLVII em 3 de fevereiro de 2013, a compilação subiu ao número 66 na parada de álbuns do iTunes.

## Faixa
| N.º | Título                                                    | Compositor(es)                                                                                              | Álbum                     | Duração |  |
| 1.  | "Bootylicious"                                            | Rob Fusari Beyoncé Knowles Falonte Moore Stevie Nicks Kelendria Rowland                                     | Survivor                  | 3:27    |  |
| 2.  | "Bug a Boo"                                               | Kevin Briggs Kandi Burruss Beyoncé Knowles LeToya Luckett LaTavia Roberson Rowland                          | The Writing's on the Wall | 3:22    |  |
| 3.  | "Emotion" (The Neptunes Remix)                            | Barry Gibb Robin Gibb                                                                                       | This Is the Remix         | 4:14    |  |
| 4.  | "Jumpin', Jumpin'"                                        | Rufus Moore Chad Elliott Beyoncé Knowles                                                                    | The Writing's on the Wall | 3:48    |  |
| 5.  | "Independent Women" (Part 1)                              | Beyoncé Knowles Cory Rooney Samuel Barnes Jean-Claude Olivier                                               | Survivor                  | 3:35    |  |
| 6.  | "Say My Name"                                             | Rodney Jerkins Fred Jerkins III LaShawn Daniels Beyoncé Knowles Luckett Rowland Roberson                    | The Writing's on the Wall | 4:00    |  |
| 7.  | "No, No, No" (Part 2) (featuring Wyclef Jean)             | Vincent Herbert Fusari Mary Brown Calvin Gaines                                                             | Destiny's Child           | 3:28    |  |
| 8.  | "Survivor"                                                | Beyoncé Knowles Anthony Dent Matthew Knowles                                                                | Survivor                  | 3:49    |  |
| 9.  | "Lose My Breath"                                          | Beyoncé Knowles Rowland Michelle Williams Rodney Jerkins Fred Jerkins III Sean Garrett Daniels Shawn Carter | Destiny Fulfilled         | 4:02    |  |
| 10. | "So Good"                                                 | Briggs Burruss Beyoncé Knowles Luckett Roberson Rowland                                                     | The Writing's on the Wall | 3:13    |  |
| 11. | "Girl"                                                    | Beyoncé Knowles Rowland Williams Patrick Douthit Garrett Angela Beyince Don Davis Eddie Robinson            | Destiny Fulfilled         | 3:44    |  |
| 12. | "Bills, Bills, Bills"                                     | Briggs Burruss Beyoncé Knowles Luckett Roberson Rowland                                                     | The Writing's on the Wall | 3:44    |  |
| 13. | "Soldier" (featuring T.I. e Lil Wayne)                    | Beyoncé Knowles Rowland Williams Rich Harrison Garrett Dwayne Carter Clifford Harris                        | Destiny Fulfilled         | 4:05    |  |
| 14. | "Illusion" (featuring Wyclef Jean & Pras of Refugee Camp) | Isaac Hayes Tony Swan Steve Jolley Ashely Ingram Leslie John                                                | Destiny's Child           | 3:52    |  |

## Desempenho nas tabelas musicais
| Tabelas musicais (2012)  | Melhor posição |
| ------------------------ | -------------- |
| EUA (Billboard 200)      | 77             |
| EUA (R&B/Hip Hop Albums) | 14             |